# Bawan
Bawan (kinesiska: 八万) är en köping i sydöstra Kina. Den ligger i Lufeng i staden Shanwei i provinsen Guangdong, omkring 250 kilometer öster om provinshuvudstaden Guangzhou. Antalet invånare är 18 229. Befolkningen består av 8 894 kvinnor och 9 335 män. Barn under 15 år utgör 33 %, vuxna 15-64 år 55 %, och äldre över 65 år 11,0 %.